# Església de la Mare de Déu del Pilar (el Masnou)
L'església de la Mare de Déu del Pilar és una església parroquial de la vila del Masnou (el Maresme) consagrada a la Mare de Déu del Pilar.
Obra de l'arquitecte Josep Maria Liesa de Sus i construïda sota la direcció de l'arquitecte municipal Pere-Jordi Bassegoda i Musté. Els orígens del temple es vinculen a la donació feta l'any 1945 per les germanes Maria Cinta i Pilar Escardó Valls del terreny on s'hi construiria l'església. Les germanes Escardó Valls havien adquirit el terreny per fer realitat el designi del seu germà Josep Maria, mort en un accident d’aviació, d’erigir un temple a la urbanització Vivet de Pedra Blanca. L'església fou beneïda el 1953 pel bisbe de Barcelona, Gregorio Modrego. Inicialment, l'església s'utilitza per celebrar missa els diumenges i festes de precepte, amb la perspectiva de poder ampliar els serveis, amb un habitatge per al sacerdot i escoles gratuïtes. L'any 1954, el bisbe beneí de la imatge del Pilar, el Sagrat Cor i les campanes, Amb el pas dels anys rebé donacions i creixé amb la barriada on es troba. L'any 1972 va esdevenir parròquia.